# Alexander Pereira
Alexander Pereira (Viena, 11 de outubro de 1947) é um produtor cultural austríaco. De 1991 a 2012 foi diretor da Ópera de Zurique, de 2012 a 2014 exerce o cargo de diretor artístico do Festival de Salzburgo. Foi nomeado superintendente do Teatro alla Scala de Milão a partir de 2015. Pereira tem origens paternas portuguesas, tendo seus antepassados se estabelecido em Viena por volta de 1720. Sua companheira, Daniela de Sousa, é brasileira e é 40 anos mais jovem. 